# 水泉镇 (偏关县)
水泉镇，原为水泉乡，是中华人民共和国山西省忻州市偏关县下辖的一个乡镇级行政单位。

## 行政区划
水泉镇下辖以下地区：
水泉村、弓家贝村、南海子村、七家坪村、池家塔村、百草坪村、刘家咀村、张岭沟村、达连庄王村、高峁村和麦绿坡村。